# 和家大院
和家大院，位于中国云南省丽江市古城区大研街道五一街文治巷85号，建于明、清，为纳西族三房一照壁式庭院，院中石刻有鹤、蝙蝠、鱼、青蛙等纳西族的吉祥之物。
2011年3月9日，和家大院公布为第三批县级文物保护单位。